# Amerika'n Sound
Amerika'n Sound es una agrupación chilena de cumbia, originaria de Iquique, Tarapacá, y activa intermitentemente desde 1995. Popularizaron nacionalmente el estilo de la tecnocumbia y lograron gran reconocimiento, con presencia tanto radial como televisiva, a finales de la década de los 90 e inicios de la de los 2000.
La banda sufrió varios cambios de integrantes a través de los años, lo que le llevó a ser la cuna de varios otros grupos importantes del estilo, como Tró-pika'l Sound y D' Latin Sound. Esta tendencia provocó que los medios de prensa llamaran este tipo de música como «onda Sound».
Desde los 2000, existen disputas respecto a la marca y nombre de Amerika'n Sound, tanto que en la actualidad hay diferentes agrupaciones que se presentan como tal.

## Historia

### Primera generación

#### 1995-1996: Formación y primeros éxitos
Amerika'n Sound nace el 25 de octubre de 1995 en Iquique, bajo la iniciativa de Andrés Farías (teclados) con la idea de llevar la cumbia nortina a la capital, Santiago de Chile, como ya lo había hecho el Grupo Fantasía de Punitaqui. En su primera formación la agrupación integró parientes y amigos con experiencia en otras bandas, como Roberto "Pipo" Olmos (voz), Roberto Moscoso (bajo), Jaime Mamani (guitarra), Raúl Torrejón (percusión) y Pablo Jaiña (animación). Al inicio, sus fundadores llamaron al grupo "América Sound", por idea de Andrés Farías de formar un grupo llamado "Súper Sound" y la admiración de Pipo Olmos por la banda boliviana América Pop. Con este nombre mezclado, lanzaron un demo llamado "En la Onda Fiestera de..." bajo el sello local Estrella del norte. Luego de esta primera experiencia, en diciembre del mismo año, firman con sello santiaguino Calipso Record's del productor Hugo Ascueta. En el estudio de grabación Rec en la comuna de Providencia y en plena sesión, conocen a Álex Peralta, vocalista de La Gran América Junior. Este les informa que parte del nombre ya estaba registrado y que tendrían que cambiarlo. Los integrantes toman la decisión de modificarlo ligeramente, y así llegar con el definitivo "Amerika'n Sound". Ya con el nuevo nombre, lanzan su primera producción a nivel nacional titulado "Onda tropical", teniendo una gran éxito y siendo uno de los discos más vendidos de la banda, con más de 500.000 copias solo el 1er Album. Tras esto, Amerika'n Sound participó en conciertos y giras por el norte de Chile, entre Arica y Ovalle.
Comenzando 1996, Pablo Jaiña, el animador, deja la banda y en su reemplazo llega Víctor "Gato" Véliz, proveniente del grupo Amanecer de Arica. Con este cambio en la formación y con la banda establecida en la ciudad de Coquimbo, como su centro de operaciones, vuelven a Santiago a grabar el álbum "Onda Nueva" (1996) con el que logran una gran difusión en la Región donde vivían, promovido por la radio Amistad de La Serena. En septiembre de ese mismo año, Amerika'n Sound se populariza además por tocar en la "Carpa Asturias" en las Fiestas Patrias" de La Pampilla, divisándose ya una proyección a nivel nacional. Sin embargo posterior a estas fiestas, se produce el primer gran quiebre dentro la banda; El padre del tecladista Andrés Farías, que vivía en Santiago y quien también ofició de manager de la banda posteriormente, registró la marca "Amerika'n Sound" como único propietario a nombre de su hijo, esto no fue del gusto del resto de los integrantes, principalmente de Silvio Moscoso por lo que decide junto a Roberto Moscoso, Pipo Olmos y Jaime Mamani separarse de Andrés Farías, para luego fundar Tropi-ka'l Sound en 1997.

### Segunda Generación

#### 1997-1999: Éxito nacional
En ese momento Andrés, Raúl y Víctor, se vieron en la obligación de buscar nuevos músicos para seguir con la banda. Es así que se integraron Erick Neira (guitarra), Iván Araya (bajo), Helmer Núñez (batería) y Luis "Cachito" Navarro en voz y animación, pasando a Víctor Veliz a ser primera voz. Con ellos vino la tarea dejada en la primera generación: la proyección nacional. En donde lo logran rápidamente, actuando en distintos escenarios de Valparaíso y Santiago, particularmente en el Estadio Chile (actual Estadio Víctor Jara) donde Amérika'n Sound comparte espacios con otras bandas del género, como el grupo Alegría y Fantasía. A esas alturas, la “Onda Sound” ya se empezaba a masificar por toda la capital, sonando en radios, disquerías populares y especialmente a través de casetes piratas, que tanto se vendían y duplicaban en aquella época en ferias y poblaciones.
En 1997 lanzaron su tercera producción, llamado Quiéreme, el cual tuvo un gran éxito a nivel nacional y una amplia difusión radial, incluyendo el tema argentino «Haciendo el amor», el cual sería una canción emblema de la banda. Tras este fenómeno de ventas, en 1998 lanzarían su cuarto álbum, La Mejor Onda Sound, con el que repicarían el éxito comercial de su antecesor. Con una carrera consolidada, Amerika'n Sound se presentó en la mayoría de los principales escenarios de Chile, además de espacios radiales y televisivos. En algunos ocasiones tenían hasta cuatro conciertos por noche. Esto llevó a que Andrés Farías creara una segunda agrupación llamada "Amérika'n Sound Jr." para lograr cubrir la apretada agenda que tenía la banda principal. Fue tanta la popularidad, que muchos pedían a Amerika'n Sound para el Festival de Viña del Mar, pero tras varios intentos, las negociaciones no llegarían a buen puerto. Sin embargo, en febrero de 1999, Amerika'n Sound tendría una de las noches más importante de su historia: un masivo concierto en la Quinta Vergara de Viña del Mar, producido y televisado por el canal Megavisión y teloneado por los argentinos Los Charros. Esa noche prácticamente fue la despedida de la segunda generación, porque un nuevo quiebre en la banda vendría: todos los integrantes, excepto Andrés Farías, abandonaron la banda; para luego crear otra agrupación ícono de la onda sound: D' Latin Sound.

### Tercera Generación

#### 1999-2000: Consagración y nueva separación
En esta etapa, el grupo continuó activo gracias a los músicos que formaban "Amérika'n Sound Jr.", los cuales pasaron a ser parte de la agrupación principal, la que quedó conformada por: César Lecaros (teclados), Christian Farías (voz), John Leyton (voz), Alejandro “Chapulín” Parada (animador), Paul Bahamondes (batería), Raúl Soto (congas), Rubén Soto (bajo) y Jorge Desidel (guitarra). Las contrataciones no pararon de llegar y el grupo siguió viajando por todos lados. En ese periodo el sello Calipso Record's lanzó Amerika´n Sound Mix en 1999 con gran éxito. Así en junio del mismo año grabaron el disco Inmortales, que no vio el éxito esperado, pero gracias a la difusión de las producciones anteriores, la agrupación no paraba de tocar y presentarse en televisión. Para a fines de 1999, John Leyton dejaría la banda, y volvería como voz principal Roberto "Pipo" Olmos, con quien grabaron el disco Lo más grande, un álbum con canciones regrabadas de sus anteriores discos, con el que superaron en ventas a su antecesor.
Llegó el año nuevo del 2000 y el grupo es contratado por TVN como artistas exclusivos para tocar en el evento del fin de milenio, siendo este el momento de consagración máxima para el grupo, tocando para más de 500.000 personas en las afueras del Palacio de La Moneda en Santiago y televisado para más de 84 países en el mundo. En febrero del año 2000, llega al grupo Sandro López, para reforzar musicalmente a la agrupación, la que debía enfrentar una nueva gira nacional.
Amérika'n Sound tiene una abultada agenda durante la primera mitad del año 2000, pero se empieza a sentir un desgaste al interior del grupo. Todo esto explotó en septiembre de ese año, al terminar el show de fiestas patrias en las ramadas de Quilicura, el grupo se separa nuevamente, lo que causaría que la banda no llegase al Festival de Viña del Mar otra vez.

#### 2000-2006: Reformación, cambios de dueño y gira internacional
En esos momentos Andrés Farías, Roberto "Pipo" Olmos y Sandro López se quedan en la banda y se ven en la necesidad de buscar nuevos integrantes. Se da inicio a un casting masivo dónde se logra reformar el grupo integrando a: Bruce Adaro (batería), Hernán "Nano Red" Rojas (bajo), Ariel Marín (guitarra), Carlos Pallares (animador), Yonny Castro (congas) y Luis Roco (voz). Con esta nueva formación lanzarían su sexto álbum llamado Nacidos para Triunfar en la segunda mitad del año 2000, en donde volverían a tener notoriedad y actuarían incluso en algunos capítulos de la teleserie Santo Ladrón de TVN, e impusieron un nuevo hit llamado «Vuela vuela». Pero a pesar de eso, la banda sufrió múltiples problemas, como ser víctimas de estafas y hasta una gira fallida en México. Ya siendo abril de 2001, Andrés Farías (tecladista fundador y director) toma la decisión de vender la marca Amerika'n Sound al locutor y director de radio Colo-Colo Omar Gárate, lo que significó su retiro definitivo. Tiempo después Roberto "Pipo" Olmos también dejaría la agrupación, para luego fundar Pipo y sus Genniale's. Mientras que Andrés Farías se radicaría en México y Bolivia por un tiempo, volvería al tiempo a Chile y colaboraría con otras bandas, como La Gran Magia Tropical, Los Chicos Mágicos y la ya nombrada Pipo y sus Genniale's.
En esta nueva etapa, la banda se conforma por una mezcla de las dos últimas generaciones: Christian Farías (voz), Alejandro "Chapulín" Parada (animador), Ariel Marín (guitarra), Nano Red (bajo), Bruce Adaro (batería), Sandro López (congas) y César Lecaros (teclados). En el 2001, bajo el sello “Sol Latino” se lanzaría el álbum Sonido de plata, disco que contenía canciones de la época de "Amerika'n Sound Jr.", las que fueron remezcladas y puestas a nombre de Amerika´n Sound, pero sólo fue una estrategia de marketing.
Debido a la falta de experiencia de Omar Gárate en el manejo de grupos musicales, surgen algunos problemas en la producción del álbum Amerika'n Sound en 2002, el que haría buenos números, pero que los músicos manifestarían que no estaban conformes con el resultado, alegando un recorte presupuestal excesivo de parte de Gárate, y la apropiación de la autoría de una canción escrita por Christian Farías, de parte del mismo Gárate. Tiempo después, en el 2003, Alejandro "Chapulín" Parada abandonaría la banda para radicarse en México. Luego se reintegraría Luis "Cachito" Navarro en la animación.
Paralelamente, Andrés Farías con Roberto "Pipo" Olmos, Víctor "Gato" Véliz y otros músicos formarían "Amerika'n Sound Internacional", algo que los integrantes de la banda principal criticarían constantemente. A pesar de eso, tuvo una gran aceptación de parte del público, haciendo giras durante la primera mitad del año 2004 por todo el norte de Chile y parte de Bolivia. En septiembre de 2004, la banda conseguiría un contrato para realizar su primera gira europea, iniciada en Estocolmo, Suecia, y en la que durante más de tres meses tocaron para diversas comunidades latinas del continente. Tras el éxito de esta gira, lograrían repetirla por 2 años consecutivos. En el año 2006, Amerika'n Sound Internacional se disolvería y en 2008 Andrés Farías crearía un nuevo grupo en Calama llamado Proyecto Power.
El 5 de mayo de 2006, Omar Gárate vendería los derechos de la marca Amerika'n Sound a los seis músicos que integraban en ese momento la banda principal: Ariel, Christian, Sandro, Nano Red, César y Bruce.

### División y disputas

#### 2007-2013: Recesos y separación
En 2007 editaron un nuevo disco llamado Caídos del cielo, lanzado de manera independiente. Pero la actividad se detuvo por problemas extra musicales del guitarrista Ariel Marín relacionados con su profesión de abogado. Esto produjo la cancelación de algunas actuaciones. Pero lograrían revertir la situación y lograr notoriedad en los medios aprovechando la nueva corriente tropical que volvía sonar en Chile, Amerika'n Sound lanzaría Vuelve el ritmo en el año 2008, presentando un cambio notable en el sonido, con timbaletas en reemplazo de los toms electrónicos y trompetas por sobre los sintetizadores. Con este álbum lograron tener una notoria difusión radial. Pero por diferencias al interior del grupo, Amerika'n Sound se dividía en dos versiones. La primera estaba encabezada por Christian Farías, Luis "Cachito" Navarro y César Lecaros, estos agregan a Jorge Vergara (congas), Iván Araya (miembro de la segunda generación), Víctor Acevedo (batería) y a Cristian Atenas (guitarra). Hasta que a fines del 2010 esta facción recibiría un duro golpe. Luis "Cachito" Navarro sería acusado por abuso sexual a una menor. Por lo que sería expulsado de la banda de manera inmediata. Durante este proceso, y después recibir libertad condicional, Luis Navarro siempre insistiría en su inocencia.
Mientras tanto, la segunda facción era liderada por Nano Red, Sandro López y Bruce Adaro. Reintegraban de manera momentánea a Víctor Véliz y luego a “Pipo” Olmos como voz principal. Además agregaban en sus filas a Christian Gutiérrez (ex animador de Trópi-ka´l Sound), Cheo Farías (teclados) y Eleazar Armijo (guitarra). Lanzarían en 2011 el álbum Digan lo que Digan, lo que sería el primer lanzamiento con un integrante original después de 10 años. Logrando una buena difusión, haciendo giras en el norte de Chile, en Bolivia y en Perú. En este último país, participaron en televisión en distintas oportunidades, consiguiendo una muy buena aceptación del público.
En este período se hace muy complejo para los fanes seguir las actividades de ambas facciones, ya que se producen bastantes intercambios de músicos entre estas dos, lo que produce confusión en el público.

#### 2014-presente: Reuniones y nuevas divisiones

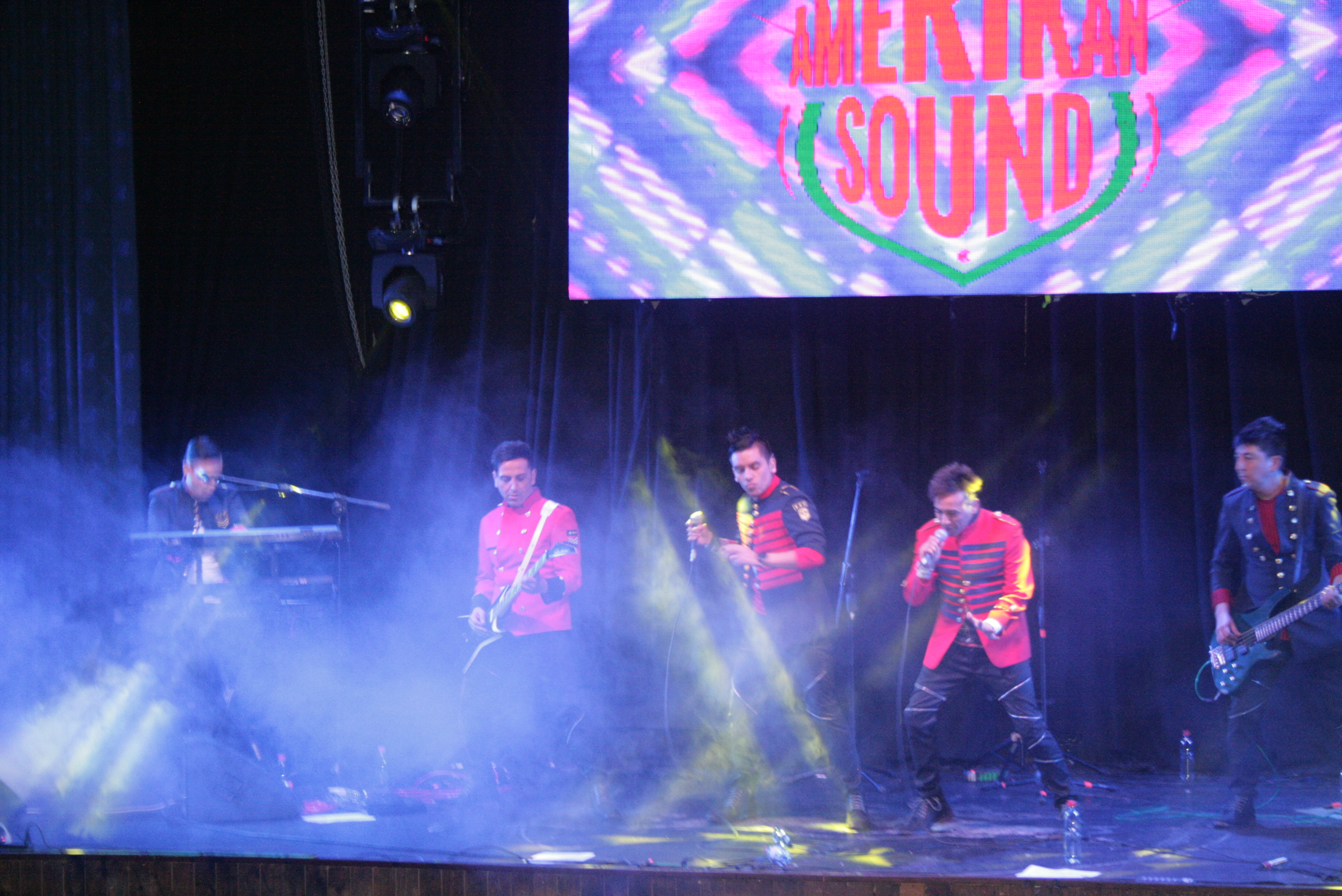
Amerika'n Sound en el 2017

A principios de 2014 la historia se ordenó por un momento. Gran parte de los músicos históricos de Amerika'n Sound editaron el disco Uniendo Generaciones. En donde López, Adaro y Rojas figuran como base, "Pipo" Olmos y Víctor "Gato" Véliz como cantantes;  Alejandro "Chapulín" Parada en la animación y Erick Neira en la guitarra. Aunque faltaban nombres históricos, fue lo más cercano a tener una reunión importante del grupo. Luego, de la mano de Ariel Marín, que regresaba a la banda, los dueños de la marca volvían a unirse en un solo grupo, lo cual fue muy bien recibido por los fanes. Se embarcaron en una serie eventos por el país y volvieron al sonido característico de la banda.
Sin embargo, con el correr del tiempo y por diversos problemas internos, volvieron a separase. Debido a que en ese momento seguían siendo seis los dueños de la marca, se formaron tres versiones de la misma: Un grupo liderado por Nano Red, Bruce, César y Ariel, los que reclutaron al cantante coquimbano Johan Villagra; otro dirigido por Sandro López, en el que ocasionalmente se reintegraba a "Pipo" Olmos; y el tercer conjunto sería liderado por Christian Farías.
Esto continuó hasta el año 2020, cuando Christian Farías regresa con Nano Red, Bruce, César y Ariel, significando que la mayoría de los integrantes dueños de la marca se reunieron en una sola banda. Mientras que Sandro López en su propia versión de la agrupación reintegraría a músicos históricos, así manteniendo el sonido característico de Amerika'n Sound. Volverían en esta facción Jhon Leyton, Raúl Soto, Rubén Soto y Alejandro "Chapulín" Parada. En la primera mitad del 2022, se sumarian Jorge Desidel y el regreso de Andrés Farías después de 21 años alejado de la banda, coincidiendo con la mayor parte de los integrantes de la tercera generación.
El 1 de junio de 2022, Bruce Adaro y César Lecaros, en un comunicado subido a redes sociales, anunciarían que dejarían la banda de manera sorpresiva, sin dar muchos detalles. Sin embargo, el 9 de junio, tras un segundo comunicado aclararían el motivo. Tras el proceso de renovación del nombre Amerika'n Sound, Ariel Marín quien era el encargado de los procesos legales del grupo, registraría la marca como él siendo el único dueño de la misma. Esto sin el consentimiento de los demás propietarios del nombre, produciendo el alejamiento de Bruce y Cesar de la banda, y causando un conflicto legal que hasta el día de hoy hace ruido entre sus integrantes.

## Miembros
Miembros actuales
- Christian Farías –  voz (1999-2000, 2001-presente)
- Ariel Marín –  guitarra (2000-2006, 2013-presente)
- Hernán Nano Red Rojas –  bajo (2000-presente)
- Bastián Alonso –  teclado (2022-presente)
- Gonzalo Riquelme –  batería (2022-presente)

Miembros antiguos
- Roberto Pipo Olmos –  voz (1995-1996, 1999-2001, 2010-2016)
- Andrés Farías –  teclado (1995-2001, 2022)
- Raúl Torrejón –  percusión (1995-1999, 2003-2005)
- Silvio Moscoso –  batería (1995-1996)
- Roberto Moscoso –  bajo (1995-1996)
- Jaime Mamani –  guitarra (1995-1996)
- Pablo Jaiña –  animador (1995)
- Víctor Véliz –  animador y voz (1995-1999, 2004-2006, 2014-2016)
- Iván Araya –  bajo (1996-1999, 2003-2006, 2010)
- Helmer Núñez –  batería (1996-1999)
- Erick Pipo Neira, guitarra (1996-1999, 2003-2014)
- Luis Cachito Navarro –  animador y voz (1996-1999, 2003-2010)
- César Lecaros –  teclado (1999-2022)
- Paul Bahamondes –  batería (1999-2000)
- Alejandro Chapulín Parada –  animador (1999-2000, 2001-2003, 2020-2022)
- Raúl Soto –  congas (1999 - 2000, 2020-2022)
- Rubén Soto –  bajo (1999-2000, 2020-2022)
- Jhon Leyton –  voz (1999-2000, 2020-2022)
- Jorge Desidel –  guitarra (1999-2000, 2022)
- Sandro López –  percusión (2000-2022)
- Luis Roco –  voz (2000-2001)
- Yonny Castro –  congas (2000-2001)
- Carlos Pallares –  animador (2000-2001, 2003-2006)
- Bruce Adaro –  batería (2000-2022)
- Christian Gutiérrez –  animador (2010-2012)
- Cheo Farías –  teclados (2011-2016)
- Eleazar Armijo –  guitarra (2011-2014)
- Rafael Santis –  batería (2014-2022)
- Johan Villagra –  voz (2016-2019)

## Discografía
| Álbumes de estudio - Onda tropical (1995) - Onda Nueva (1996) - Quiéreme (1997) - La Mejor Onda Sound (1998) - Inmortales (1999) - Lo Mas Grande (2000) - Nacidos para Triunfar (2000) - Sonido de Plata (2001) - Amerika'n Sound (2002) - Caídos del Cielo (2007) - Vuelve el Ritmo (2009) - Digan lo que Digan (2011) - Uniendo Generaciones (2014) - 20 Años (2015) | Álbumes en vivo - En Vivo (1998) - En Vivo Antofagasta (2007) | Álbumes recopilatorios y otras producciones - En la Onda Fiestera de... (1995) Demo (Como América Sound) - Los Fabulosos (1996) Recopilatorio (Junto con el Grupo Alegría) - Sigue la Onda (1997) Recopilatorio - Fabulosos 2 (1997) Recopilatorio (Junto con Genniman's) - Amerika'n Sound Mix (1999) Mixes |